# Мелик

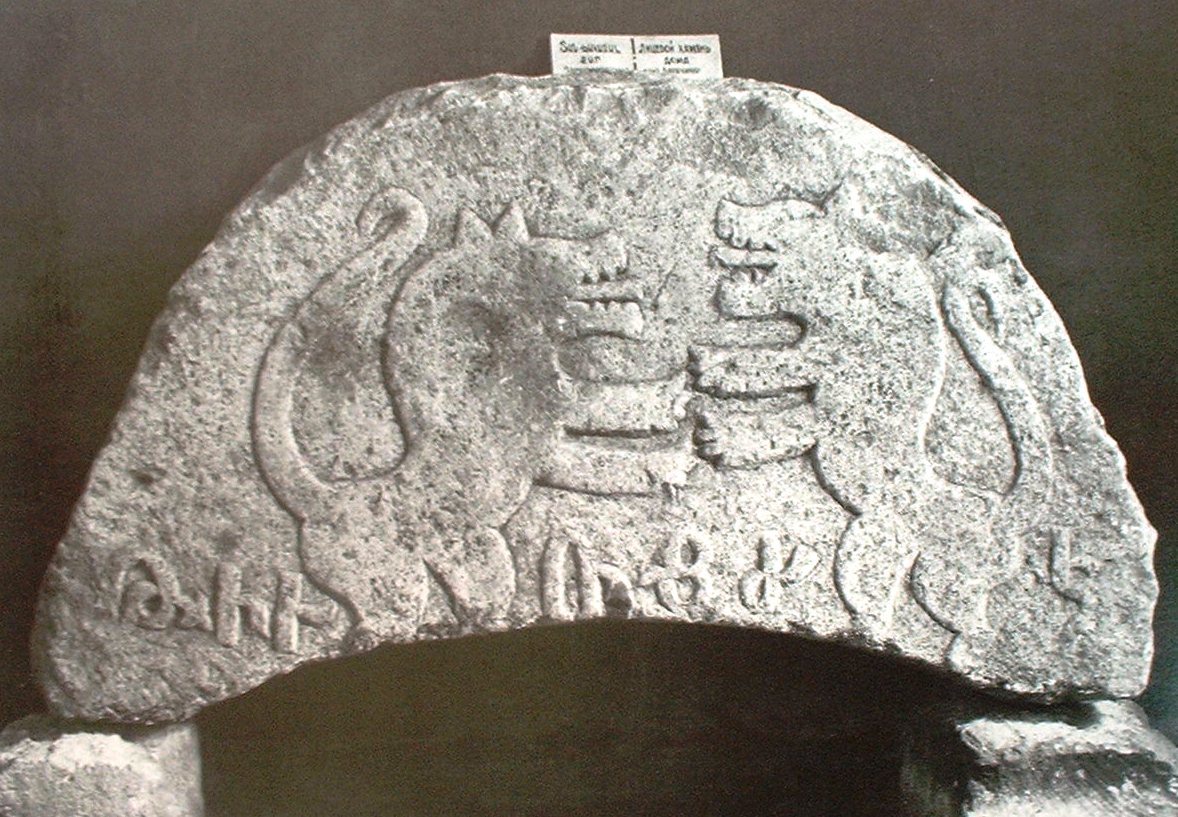
Герб армянского Гюлистанского меликства (локализовался в основном на территории Геранбойского района современного Азербайджана)

Мели́к (арм. Մելիք, груз. მელიქი) — восточный дворянский титул и титул владетельного феодала. Слово происходит от арабского малик (араб. ملك‎) — «царь». В Иранской традиции титулом Мелик называли как правителей иранских провинций, в династиях Сефевидов и Каджаров, так и более мелких дворян. В армянской дворянской традиции титул «мелик» соответствует титулу «князя» («ишхан»). Титул армянских меликов изначально соответствовал ханам, позже, когда мелики стали подчиняться ханам, — грузинскому титулу тавади и мусульманским бекам Закавказья. 
Армянские мелики Карабаха  принадлежали к элите Ирана. В период правления Сефевидов мелики использовались в административных делах, с целью сохранения целостности Ирана как империи. 

## История титула
Одним из интересных событий в истории Армении явилось возвышение династий меликов, княжеские дома которых представляли собой последние остатки социальной структуры, возникшей на территории Армянского нагорья.
В государстве Сефевидов титул «мелик» носили представители третьего (из четырёх) по рангу владетельного сословия — владетели мелких округов. В находившихся под персидским господством провинциях, административная структура мелких князей «меликов» была внедрена грамотой персидского шаха Шахана в XVI в, однако системный характер она получила при шахе Аббасе I. Эта группа феодалов состояла из потомков древней местной аристократии, не принадлежавшей к кочевым племенам, которые были почти совершенно истреблены в Персидском Азербайджане и в большей части закавказской Армении, где они были заменены кызылбашской и курдской кочевой знатью. Однако потомки старинных меликских родов уцелели в отдельных округах Карабаха, Сюника и Ширвана. Владетельные армянские мелики в государстве Сефевидов существовали только в округе Лори, в Карабахе в округах Варанда, Гюлистан, Дизак, Джраберд и Хачен (Хамсэй-и Карабах), а также в Кыштаге. Некоторые мелики находились в подчинении беглербегов, другие подчинялись непосредственно шаху. Мелики, подчинявшиеся шаху, такие как владетели Луристана и Хузистана, цари Кахетии и Картли, назывались «вали».
Они, как и все представители дворянского сословия, были обязаны нести военную службу шаху.

## Этимология
Слово проникло в арабский язык как Малик (араб. ملك‎) — «царь» от финикийского Мелике́рт (от др.-греч. Μελικέρτης, эллинизированое финик. 𐤌𐤋𐤒𐤓𐤕, milk-qart — «царь города») — в финикийской религии и мифологии — бог-покровитель мореплавания и города Тира. В греческом Меликерт.

## Деление
Существовало три разные группы меликов:
1. Самыми главными из них были армянские мелики, имевшие собственные меликства (Джраберд, Гюлистан, Хачен, Варанда и Дизак[9]). Их положение, такое же, какое было даровано и полунезависимым ханам, учреждалось персидскими шахами в обмен на выполняемые услуги. Со временем, из-за политических потрясений, мелики потеряли свою автономность и попали под контроль ханов. Их положение стало аналогичным положению беков и агаларов.
2. Более низкая группа меликов. Состояла из мусульман, которые изначально были армянами, а затем приняли ислам. Пользовались они теми же привилегиями, что и беки[4].
3. Сельские старейшины, которых иногда называли меликами[4][10].